# Praga MN
Praga MN (Mignon Nákladní) byl nákladní automobil/dodávka vyráběný Automobilním oddělením První českomoravské továrny na stroje v Praze-Libni mezi lety 1926–1928. Konstrukčně vycházel z modelu osobního vozu Praga Mignon.

## Příběh
Obdobně jako byla na podvozku osobního vozu Praga Alfa založena nákladní Praga AN (Alfa Nákladní), představila Praga roku 1926 model MN (Mignon Nákladní) postavený na chassis vozu střední třídy Praga Mignon, kdy opět došlo k nahrazení zadního sedadla nákladovým prostorem. 2,3 litrový vodou chlazený motor SV pocházel z Mignonu 7. výrobní série, zpočátku o výkonu 32 koní, od roku 1927 byl výkon motoru zvýšen na 34 koní. Maximální rychlost vozu dosahovala 40 km/h, se silnějším motorem pak 42 km/h. Pořizovací cena se pohybovala mezi 68 000 a 76 000 Kč.
V letech 1926 až 1928 bylo vyrobeno 500 až 509 vozidel a také 341 autobusů o kapacitě 14 až 16 míst.